# Siedlung Heimatplan

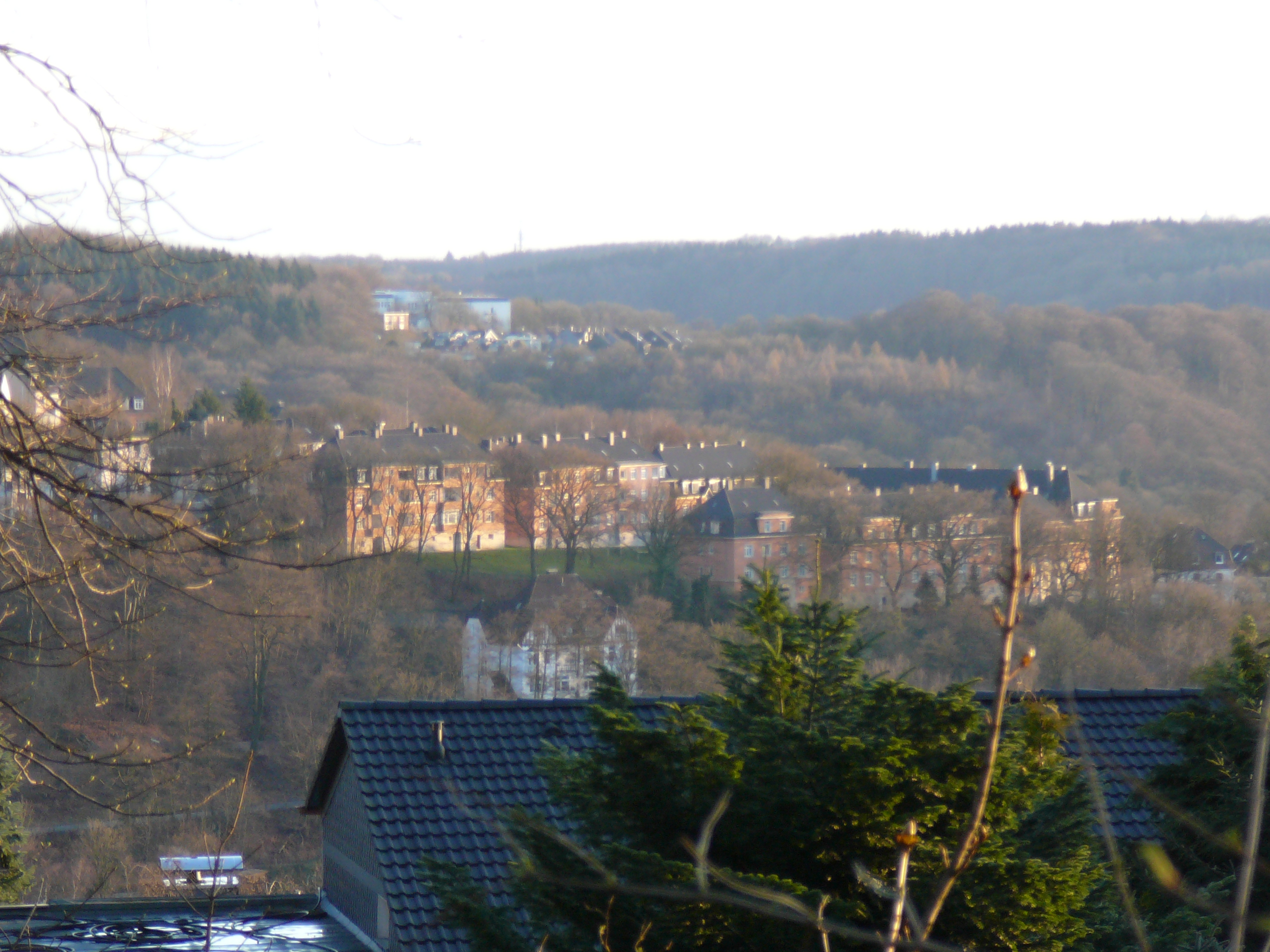
Blick vom Nützenberg auf einen Teil der Siedlung Heimatplan

Die Siedlung Heimatplan in der bergischen Großstadt Wuppertal besteht aus großenteils denkmalgeschützten Wohngebäuden. Die Siedlung, die um 1930 entstanden ist, umfasst Gebäude, die nach einer einheitlichen Gestaltungsidee entworfen wurden, die typisch für die gemeinnützig geplanten Wohnanlagen ihrer Zeit ist.

## Das Areal

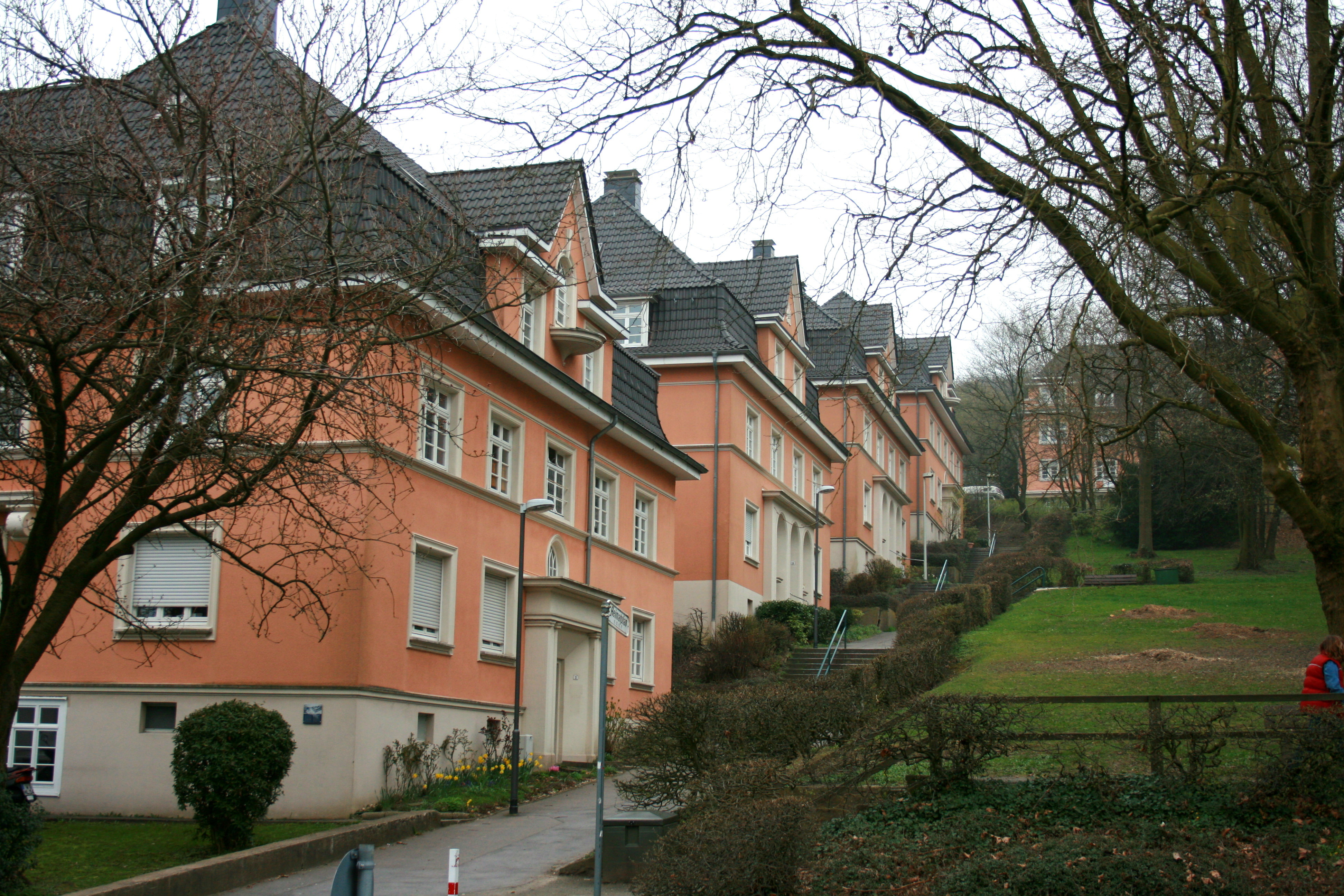
Heimatplan 11, 13, 15 und 17 (von oben)

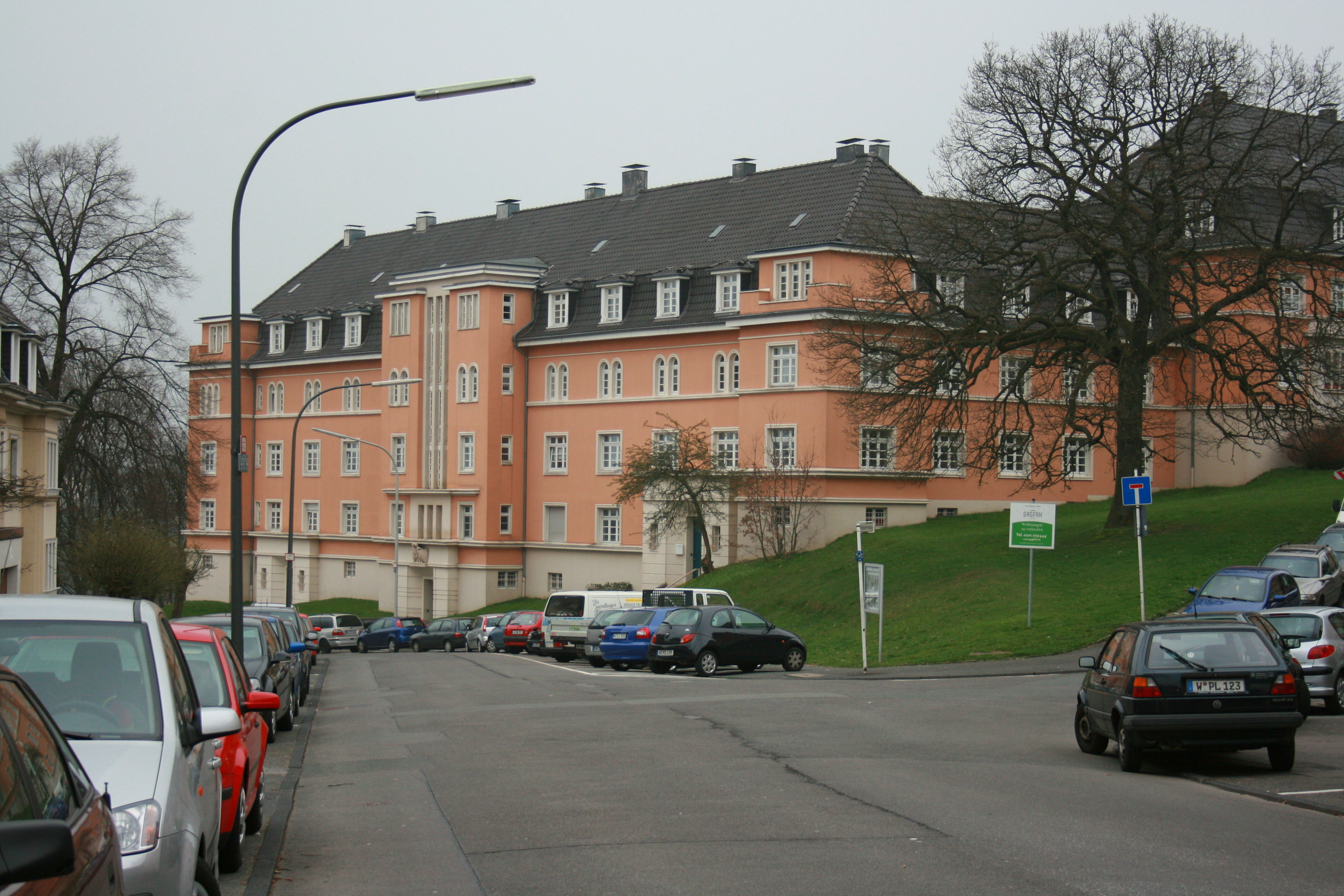
Hindenburgstraße 29-31-33, ein Gebäude mit drei Eingängen

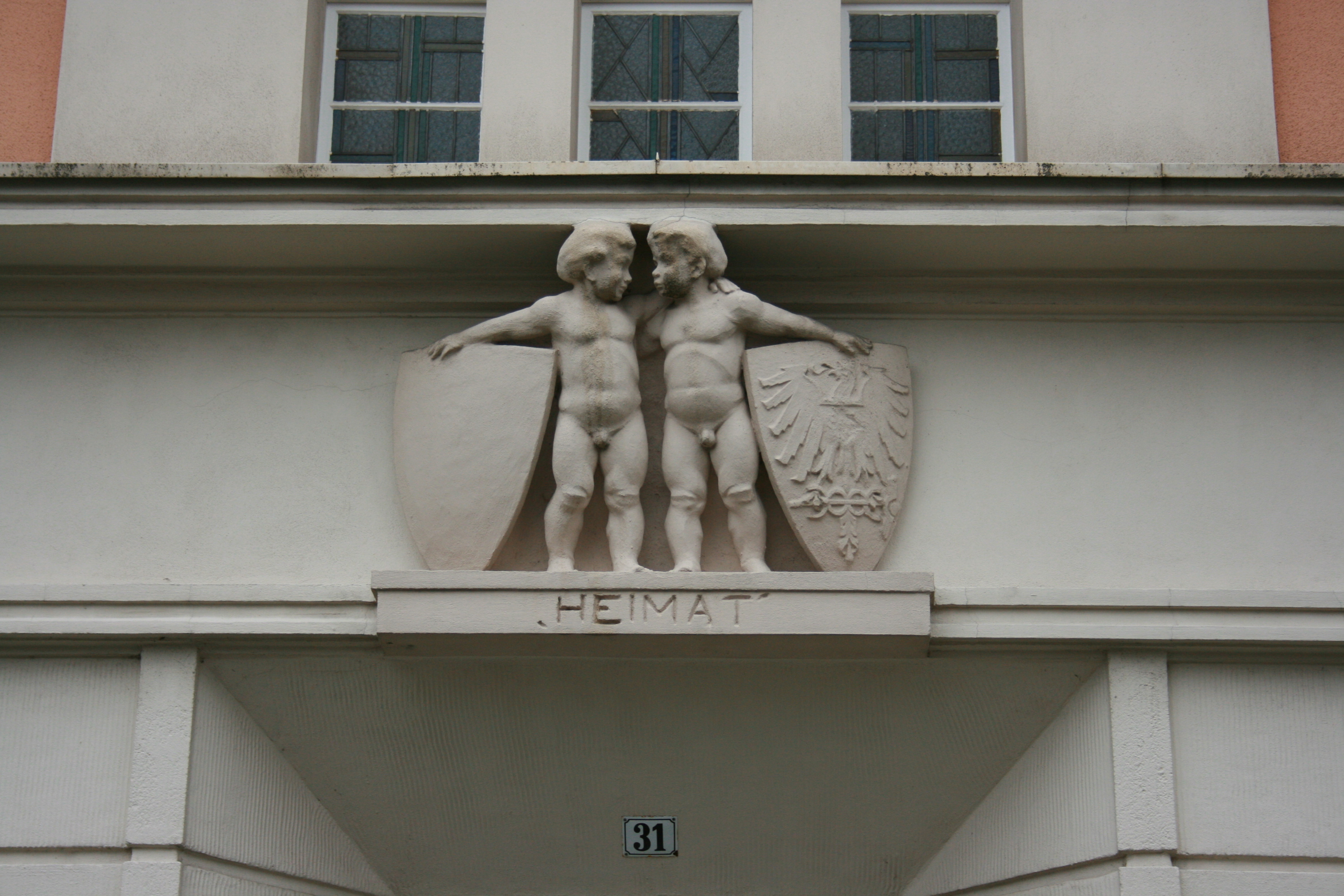
Die nackten Knaben von Hindenburgstraße 31

Die Gebäude, zu denen die 26 denkmalgeschützten gehören, liegen an den Straßen Heimatplan, Hindenburgstraße, Roeberstraße und Schwarzer Weg am westlichen Hang des Kiesberges im nördlichen Gebiet des Wohnquartiers Zoo. Die Siedlung gehört aber nicht zum Denkmalschutzbereich des „Zooviertels“. Die zentrale Straße ist die Hindenburgstraße, die sich serpentinenartig den Hang hinauf windet. Die Straßen Schwarzer Weg und Roeberstraße zweigen von der Hindenburgstraße in nordöstlicher Richtung ab. Der Schwarze Weg führt in Verlängerung entlang des Kiesberges zum Wohnquartier Arrenberg und ist für seine Panoramasicht auf das Innenstadtgebiet von Elberfeld bekannt. Die Siedlung beinhaltet am Hang einen zentralen Grünstreifen, der seitlich von einer Treppenanlage begleitet wird, die Häuser hier haben die Straßenbenennung Heimatplan, der Grünstreifen berührt die serpentinenartige Hindenburgstraße drei Mal.
Der zentrale Grünstreifen, der auch als einer der Stadtparks von Wuppertal zählt und der entlang dem Hang aufwärts eine Sichtachse zu dem Haus Hindenburgstraße 31 bietet, hat schon etwas von einer schlossartigen Anlage. Dieser Cour d’Honneur, wohl eher ein Dorfanger, dient mit der Wiese, Bäumen und Hecken den Anwohnern als Vorgarten. Die Fläche umfasst 7000 m².

## Baubeschreibung
Es handelt sich dabei zum Teil freistehende Wohnhäuser, Doppelhäuser oder Häuserblöcke, die zwei- oder dreigeschossig ausgeführt sind. Als Dächer wurden sie einheitlich mit einem Mansarden-Walmdach ausgestattet, teilweise sind die Dächer auch mit markanten Quergiebeln versehen. Die Putzfassaden sind horizontal gegliedert und haben kräftige Fenstergewände und kleinteilige Fenster. Fast alle Gebäude der Siedlung sind in einer einheitlichen Farbgebung gestrichen, so dass die lachsrosa Farbe charakteristisch für die Siedlung ist. Ausnahmen sind fünf Gebäude an der Roeberstraße, sie sind in einem hellen Ockerton gestrichen. Die Sockel sind hier in einem dunklen Braun oder mittleren Grau gehalten. Die Türportale aus hellem Sandstein sind meistens aufwändig ausgeführt. Teils sind die Fassaden mit Schmuckreliefs versehen. So befinden sich zwei stehende nackte Knaben mit zwei seitlichen Wappenschildern am Zwerchgiebel am Haus Hindenburgstraße 116 und das gleiche Relief am Haus Hindenburgstraße 31 am Eingangsportal. Beide Reliefs beinhalten noch unterhalb der Putten den Schriftzug „Heimat“, die Wappenschilde enthalten das genossenschaftliche Zeichen.
An der stillgelegten Bahnstrecke Elberfeld-Cronenberg „Burgholzbahn“, die unterhalb am Hang entlang läuft, befindet sich ein Hinweisschild (Tafel 6) zur Siedlung.

## Geschichte
Erbaut wurde die Siedlung von dem gemeinnützigen Bauverein „Heimat“ der Wohnungsbaugenossenschaft der Angestelltengewerkschaft GDA von 1927 bis 1930. Der Elberfelder Architekt August Kegel war verantwortlich für die Planungen, die Bildhauerarbeiten führte der Elberfelder Künstler Wilhelm Koopmann aus. Es sind vielleicht die einzigen erhaltenen Werke des jüdischen Künstlers, zahlreiche seiner Werke wurden im Wuppertaler Raum während der Zeit des Nationalsozialismus zerstört.

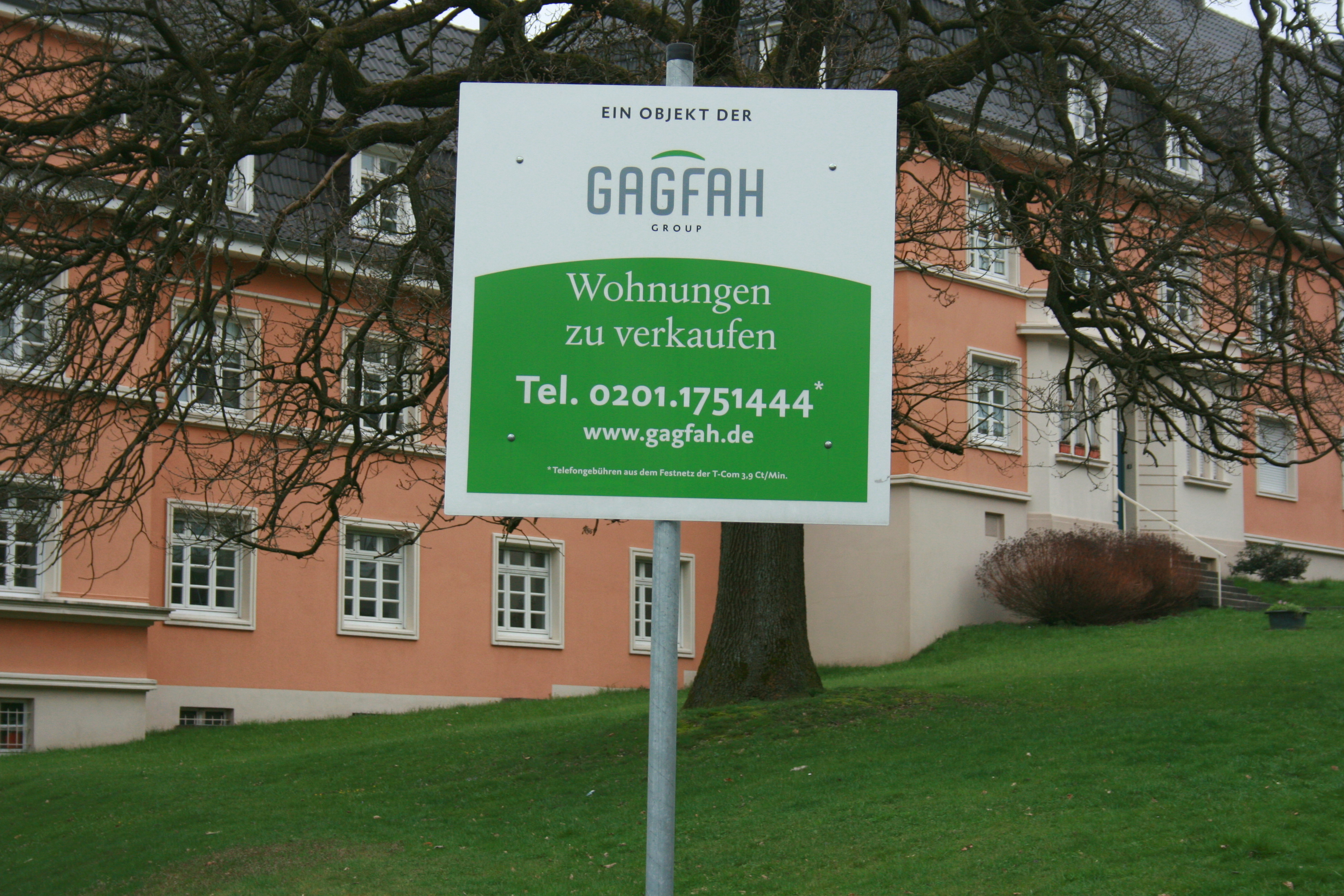
Verkaufsschild der GAGFAH in der Roeberstraße

Deren Rechtsnachfolger, zunächst die Deutsche Angestellten-Wohnungsbau-AG, nun die GAGFAH, verwaltet heute die Wohnungen der Siedlung. Im August 2007 wurde bekannt, dass sie hier in der Siedlung Heimatplan die Wohnungen in Eigentumswohnungen umwandeln und sie bevorzugt an die aktuellen Mieter verkaufen möchte.
Im November 2008 wurde bekannt, dass die Stadt Wuppertal beabsichtigt, den einen Teil des Grüngürtels über eine Änderung des Flächennutzungsplans als Baugebiet zu klassifizieren. Dadurch soll eine „maßvolle Nachverdichtung mit Wohnbebauung“ durchgeführt werden. Die Anwohner wehrten sich aber gegen die Flächennutzungsplanänderung, worauf die Verwaltung der Stadt ihre Absicht zur Änderung heruntergeschraubt hatte.

## Baudenkmal
Die Gebäude Heimatplan 11, 12, 13, 14, 15 und 16, Hindenburgstraße 29, 31, 33, 37, 53, 55, 57, 59, 61, 85, 87, 89, 91, 93, 101, 102, 114, 116 und 118, Roeberstraße 1, 2, 3, 4, 5, 7, 9 und 11, Schwarzer Weg 245, 247, 249 und 251 wurden am 21. August 1984 als Baudenkmal anerkannt; am 19. September 1984 Roeberstraße 20, am 12. Oktober 1984 Roeberstraße 12 und 22, Roeberstraße 14, 16, 18 am 29. November 1985.

## Verkehrsinfrastruktur

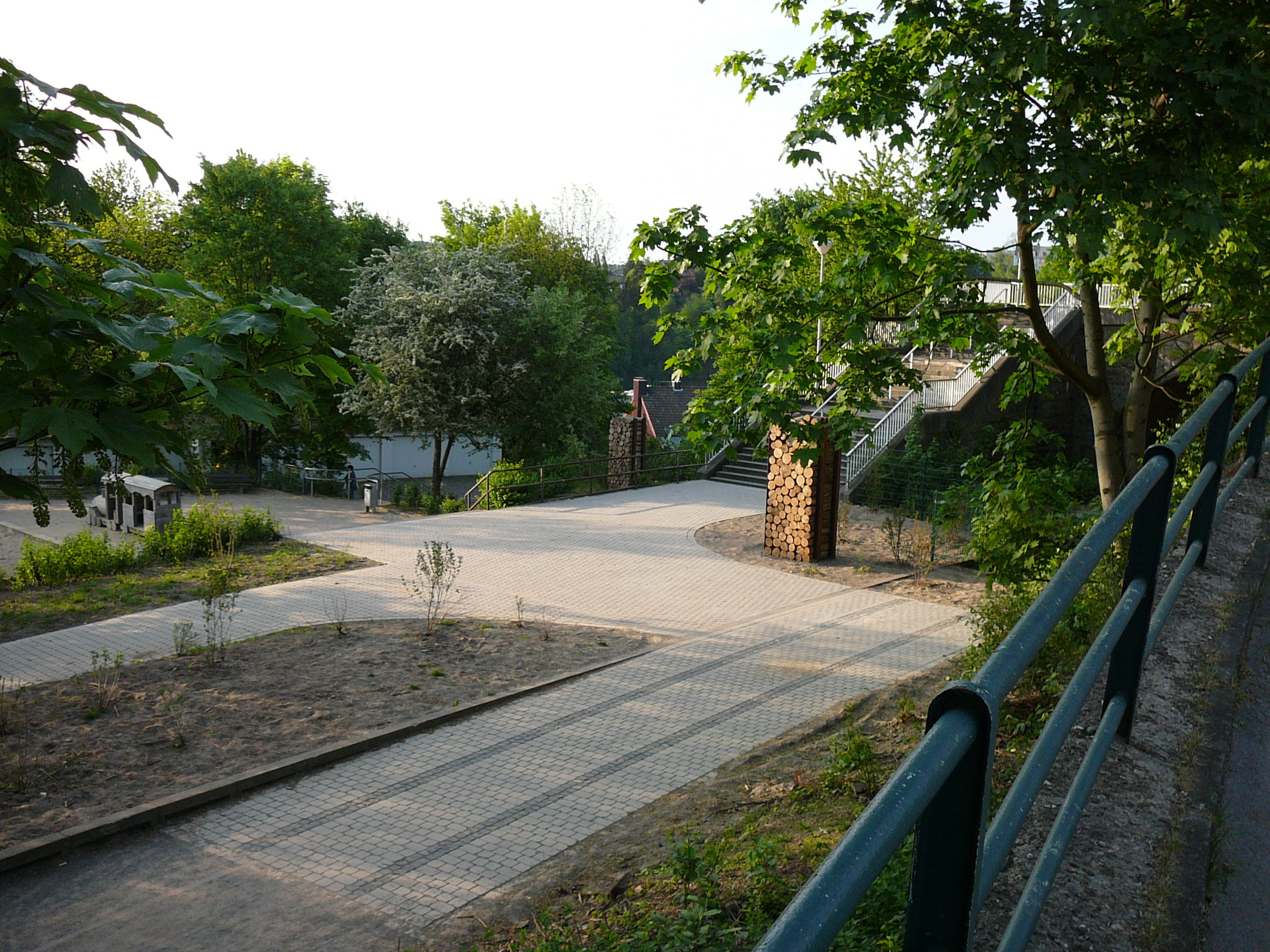
Der ehemalige Haltepunkt Hindenburgstraße

Die stillgelegte Bahnstrecke Elberfeld–Cronenberg (Burgholzbahn) hatte nach dem Bahnhof Wuppertal-Steinbeck den ersten Haltepunkt auf der Strecke nach Cronenberg an der Hindenburgstraße.
Er wurde unter dem Namen Wuppertal-Hindenburgstraße 1950 nachträglich eingerichtet. 1988 wurde die Strecke stillgelegt, die Trasse wurde im Rahmen der Regionale 2006 in einem Rad- und Wanderweg umgebaut. Heute verbindet die Kleinbuslinie 639 der Wuppertaler Stadtwerke die Siedlung mit dem Bahnhof Wuppertal Zoologischer Garten und der Schwebebahnstation Zoo/Stadion.